# Михль, Артур
Артур Михль (нем. Arthur Michl; 18 января 1897, Грац — 8 июня 1965) — австрийский скрипач, композитор и музыкальный педагог.
В 1920-е гг. — одна из центральных фигур в музыкальной жизни Штирии: в 1923 г. с авторского вечера композиций Михля началась музыкальная программа общества «Сецессион Грац», квартет под руководством Михля знакомил городских слушателей с новейшей музыкой — как мировой (Равель, Стравинский и др.), так и местной (в частности, квартетом была впервые исполнена Серенада для квартета Франца Иппиша); кроме того, в 1924—1937 гг. Михль играл на скрипке в фортепианном трио Хуго Крёмера.
В дальнейшем преимущественно занимался преподавательской деятельностью, профессор Штирийской консерватории. Среди учеников Михля, в частности, Герберт Агустссон, у него некоторое время занимался Альфред Брендель.
Именем Михля названа улица в Граце (Arthur-Michl-Gasse).